# Jouy-le-Potier

Jouy-le-Potier este o comună în departamentul Loiret din centrul Franței. În 1 ianuarie 2022 avea o populație de 1.631 de locuitori.